# RegMon
RegMon — бесплатная утилита для 32-битных и 64-разрядных операционных систем Microsoft Windows, разработанная Sysinternals, и затем приобретённая Microsoft Corporation, которая предоставляет пользователям мощный инструмент для мониторинга и слежения за обращением запускаемых или запущенных программ к жёсткому диску или системному реестру, а также предоставляет подробные описания событий в реальном времени.

## Описание
Утилита предназначена для мониторинга системного реестра и регистрации всех действий, отображает, какие приложения обращаются к нему, какие разделы они читают или значения записывают, а также предоставляет детальную статистику внесённых изменений. Весь журнал событий можно сохранить в файл.

Программы FileMon и Regmon заменены одной программой Process Monitor в версиях Windows, начиная с Windows 2000 SP4, Windows XP SP2, Windows Server 2003 SP1 и Windows Vista. Однако программы FileMon and Regmon оставлены для поддержки устаревших операционных систем, включая и Windows 9x.